# The Narrative (álbum)
The Narrative es el álbum debut del grupo musical de pop rock y rock indie estadounidense The Narrative. Fue lanzado el 27 de julio de 2010 a través del sello discográfico The Record Collective y fue producido por Bryan Russell.
La grabación comenzó el 2009 durante la gira por el Estados Unidos, incluyendo los shows en SXSW y CMJ. Se destacó en los sition MySpace US y PureVolume, estando en la categoría "Top Unsigned Bands of 2010", y también un bueno review en AbsolutePunk.
La canción "Fade" está incluida en la banda sonora de la película "The Chateau Morroux" lanzada el 2012.

## Listado de canciones
Todas las canciones escritas y compuestas por Suzie Zeldin y Jesse Gabriel. 
| The Narrative |                          |          |  |
| N.º           | Título                   | Duración |  |
| 1.            | «Fade»                   | 3:31     |  |
| 2.            | «Cherry Red»             | 4:56     |  |
| 3.            | «Silence & Sirens»       | 4:24     |  |
| 4.            | «Empty Space»            | 4:24     |  |
| 5.            | «Winter's Coming»        | 5:00     |  |
| 6.            | «You Will Be Mine»       | 4:11     |  |
| 7.            | «Don't Want to Fall»     | 3:22     |  |
| 8.            | «Trains»                 | 3:28     |  |
| 9.            | «Starving for Attention» | 4:39     |  |
| 10.           | «I've Been Thinking»     | 4:44     |  |
| 11.           | «End All»                | 4:12     |  |
| 12.           | «Hard to Keep Your Cool» | 2:44     |  |
| 13.           | «Turncoat»               | 4:20     |  |

## Personal
- Suzie Zeldin - vocales, teclados
- Jesse Gabriel - guitarra, vocales

### Personal adicional
- Bryan Russell - productor
- Charles Seich - batería, percusión, programación
- Ari Sadowitz - Bajo
- Will Noon - Beteria
- Justin Long
- Karen Preston - Design